# Ne nézz vissza! (film, 1973)
Ne nézz vissza! (eredeti címe Don’t Look Now) 1973-ban bemutatott angol–olasz pszichothriller, okkult és horror elemekkel vegyítve, Nicolas Roeg rendezésében, Donald Sutherland és Julie Christie főszereplésével, Daphne du Maurier azonos című, 1971-es novellája alapján.

## Cselekmény
John Baxter restaurátor és felesége, Laura angliai vidéki házukban élnek, két gyermekük a kertben játszik. John éppen egy velencei templom restaurálására készül, állapotfelmérő fotókat tanulmányoz. Az egyik kép egy piros kapucnis esőkabátos alakot mutat az oltár előtt ülve. John pohara feldől, a képre vörös festék ömlik. Johnnak látomása támad, rosszat sejtve kirohan a kertbe, de elkésik: kislánya, Christina, aki piros kapucnis esőkabátot viselt, játék közben beleesett a tóba és belefulladt. A házaspár nem tudja feldolgozni a tragédiát.
Hónapokkal később Baxter Velencébe utazik, a San Nicolò dei Mendicoli templom restaurálására. Felesége, Laura elkíséri, fiuk Angliában marad, bentlakó iskolában. Egy étteremben megismerkednek egy idős angol testvérpárral, Wendy-vel és Heatherrel. Heather világtalan, de azt állítja, hogy belső látása van. Kapcsolatba lép a meghalt Christinával és úgy látja, hogy továbbra is itt van anyja körül, és lelke boldog. Szavai enyhítik a gyászoló Laura fájdalmát. Heather úgy érzi, John is rendelkezik a jövőbe látás képességével. John kételkedve fogadja a nővérek előadását, de Laurát erősen vonzza a parapszichológia. Rendszeresen felkeresi két nővért, hogy kapcsolatot keressen a túlvilággal. Egy ilyen alkalommal Laura transzba esik. Látomása szerint Johnt nagy szerencsétlenség éri, ha továbbra is Velencében marad.
Baxterék értesítést kapnak, hogy fiúgyermeküket az angliai internátusban baleset érte. A kétségbeesett Laura másnap reggel elutazik fiához. A Velencében maradt John az utcára lépve egy halottszállító gondolát lát elhaladni, a koporsót a gyászba öltözött Laura és a nemrég megismert két angol nővér kíséri.
John tudja, hogy feleségének úton kell lennie Anglia felé. Hallotta a híreket, hogy Velencében sorozatgyilkos garázdálkodik. Megretten, hogy feleségét a két nővér elrabolta és Laura életére törnek. Keresni kezdi feleségét Velencében, végül a rendőrséghez fordul. Nem adnak hitelt szavainak, zavaros előadása őt magát keveri gyanúba. Végül Johnt is, és a két nővért is beviszik kihallgatásra a rendőrkapitányságra. Telefonálnak Londonba: Laura megérkezett a fiához, mindketten jól vannak, Laura hamarosan indul vissza Velencébe. John aggódását tévedésnek minősítik, mindnyájukat hazaengedik. Hazafelé tartva John az egyik csatorna partján egy kistermetű alakot lát elsuhanni, piros kapucnis esőkabátban. A nyomába ered, kitartóan kergeti az el-eltűnő alakot a velencei utcák útvesztőjében. Közben Laura, akit nem hagy nyugodni a látomás a Johnra leselkedő veszélyről, visszaérkezik Velencébe. Nem találja férjét, így Heather kíséretében a sötét velencei utcákon bolyongva keresi Johnt, hiába.
Hosszas üldözés után John utoléri a piros kapucnis-esőkabátos kisembert, aki egy elhagyatott palazzo sötét zugában rejtőzött el. John azt hiszi, meghalt leányát, Christinát találta meg. Az alak azonban egy csúf arcú, törpe vénasszony, aki hatalmas kést húz elő, és elvágja John torkát. A haldokló John megérti, hogy saját közeledő halálát látta előre. A záró képeken a halottas gondola az ő koporsóját viszi, gyászruhás feleségével és a két nővérrel, ahogyan a korábbi látomás mutatta.

## Szereposztás
| Szerep                 | Színész           | Magyar hangja (1. szinkron) | Magyar hangja (2. szinkron) |
| ---------------------- | ----------------- | --------------------------- | --------------------------- |
| John Baxter            | Donald Sutherland | Helyey László               | Barbinek Péter              |
| Laura Baxter           | Julie Christie    | Kovács Nóra                 | Orosz Anna                  |
| Heather                | Hilary Mason      | Tímár Éva                   | N/A                         |
| Wendy                  | Clelia Matania    | Csűrös Karola               | Kassai Ilona                |
| Barbarrigo püspök      | Massimo Serato    | Perlaki István              | N/A                         |
| Longhi rendőrfelügyelő | Renato Scarpa     | Karsai István               | Németh Gábor                |
| Babbage iskolaigazgató | David Tree        | Harmath Imre                | N/A                         |

## Elismerések
Bafta-díj, 1974
- elnyerte a legjobb operatőr díját (Anthony B. Richmond)
- jelölések:
  - legjobb férfi főszereplő (Donald Sutherland)
  - legjobb női főszereplő (Julie Christie)
  - legjobb rendezés (Nicolas Roeg)
  - legjobb film
  - legjobb vágás (Graeme Clifford)
  - legjobb hang

Edgar Allan Poe-díj, 1974
- jelölés: legjobb film

Golden Scroll-díj, 1975
- jelölés: legjobb horrorfilm